# Crevant-Laveine

Crevant-Laveine este o comună în departamentul Puy-de-Dôme, Franța. În 1 ianuarie 2022 avea o populație de 964 de locuitori.